# SAETA
SAETA (Sociedad Anónima Ecuatoriana de Transportes Aéreos) – prywatny przewoźnik lotniczy funkcjonujące w Ekwadorze od lat 60. do 90. XX wieku. Załamanie ekwadorskiej gospodarki spowodowało, że w lutym 2000 linie zaprzestały działalności. 
15 sierpnia 1976, należący do SAETA, samolot Vickers Viscount lecący z Quito do Cuenca, z 59 osobami na pokładzie (55 pasażerów i 4 członków załogi), zaginął. Na jego ślady natrafiono dopiero w lutym 2003, na stokach Chimborazo.